# Надпровідники II роду
Надпровідники II роду — тип надпровідників, в які магнітне поле може частково проникати, не руйнуючи надпровідності. До надпровідників II роду здебільшого належать сплави. Надпровідники II роду дозволяють підтримувати більші надпровідні струми й магнітні поля в порівнянні з надпровідниками I роду, в зв'язку з чим перспективніші у прикладних застосуваннях, наприклад, у сильних електромагнітах.
Як і будь-які надпровідники при температурі нижче критичної температури надпровідник другого роду виштовхує магнітне поле. Це явище називається ефектом Мейснера. Проте, при збільшенні напруженості магнітного поля до величини, яка називається першим критичним полем і позначається {\displaystyle H_{c1}}, магнітне поле починає проникати в надпровідник локально у вигляді вихорів Абрикосова, в серцевині яких існує нормальна фаза, тоді як решту об'єму залишається надпровідною. Об'ємна надпровідність зникає тільки тоді, коли напруженість магнітного поля перевищує значення другого критичного поля, яке позначають {\displaystyle H_{c2}}. Поверхнева надпровідність існує в ще сильніших полях.
У надпровідниках II роду границя розділу між надпровідною і нормальною фазою має від'ємну поверхневу енергію.
В рамках теорії Гінзбурга-Ландау пояснення поведінки надпровідників другого роду в тому, що в них параметр Гінзбурга-Ландау {\displaystyle \kappa >1/{\sqrt {2}}}, тобто лондонівська глибина проникнення більша від довжини когерентності.